# Hentehår
Hentehår er en hårstil, der bruges af delvist skaldede mænd, hvor de lader håret på en side af hovedet vokse langt og reder håret hen over det skaldede område.
Hentehår kan også hentes fra forreste del af panden og bagud, oftes i en hestehale. Dette bruges til mænd med tidligt opstået isse, også kaldt "måne". 